# 維薩奇 (喬治亞州)
維薩奇（英語：Visage）是位於美國喬治亞州湯斯縣的一個鬼鎮。由於此地已於1913年被荒廢，本地已無人居住。

## 地理
維薩奇的座標為34°55′48″N 83°40′02″W / 34.93000°N 83.66722°W，而該地的平均海拔高度為629米（即2064英尺）。